# 唐元湛

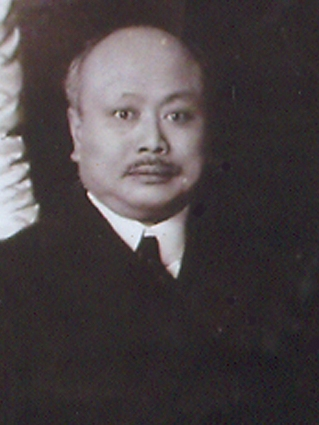
唐元湛

唐元湛（1861年—1921年11月10日），字露园，又作路园，广东珠海唐家湾镇唐家村人。中国电报业先驱、中华民国银行家。

## 生平
1873年，唐元湛作为第二批中国留美幼童，到美国留学。先落脚美国马萨诸塞州斯普林菲尔德，随后于1874年在马萨诸塞州洛厄尔居住半年。之后迁居康涅狄格州新不列颠，1878年至1880年在新不列颠高中（New Britain High School）就读。随后升入哥伦比亚大学。1881年，随全体留美幼童被清政府召回中国。
唐元湛归国后，投身电报事业。1892年，直隶总督李鸿章奏保请奖历年办理京城天津上海等处电报尤为出力各员，其中以朱宝奎为首，还包括盛文扬、周万鹏、冯炳钟、陆德彰、潘斯炽、陶廷赓、牛尚周、唐元湛等人。1899年，北洋大臣裕禄奏保京城等处电局出力人员，仍以朱宝奎为首，还包括黄开甲、周万鹏、唐元湛、程大业等人。
1905年至1906年，唐元湛作为中国的电政监督，随出使各国考察政治大臣中的湖南巡抚端方、户部右侍郎戴鴻慈访问美国及欧洲国家。唐元湛获丹麦、瑞典、挪威授予宝星（今称勋章）。
唐元湛曾长期在上海任清政府电政官员。1909年，游美学务处任命上海电政局总管唐元湛兼任游美学务处驻沪委员，为留美学生办理出国前在上海的全部手续。
1911年6月，唐元湛任上海电报局总办。1911年辛亥革命后，任中华民国第一任上海电报局总办。1913年2月4日，交通部下令在各省分别设电政管理局，每局设监督一员。其中，江苏电政管理局驻上海，管辖江苏全省各局，唐元湛任江苏电政管理局电政监督兼上海电报局总办（后改称局长）。继任江苏电政管理局电政监督兼上海电报局局长者为袁长坤。
1913年7月21日“二次革命”时，革命党人派唐元湛从亲袁世凯方面的袁长坤（袁静生）手中接管监督上海电报局（Shanghai Telegraph Company），原监督袁长坤率诸员离开该局。驻沪领事团随即以“此举实属侵犯条约权利”为理由，命上海公共租界工部局派巡捕至上海电报局，出示工部局捕房总巡谕单，声称“奉工部局之命令，上海电报总局仍应由袁（静生）监督及其代表管理”，迫使唐元湛离开了上海电报局。《盛宣怀年谱长编》记载：“电局前日党举唐元湛进踞，昨日袁长坤请于领事，以洋巡捕到局纳袁逐唐，电局方得保全，可见诸事仍须外交团相助。”
“二次革命”失败后，唐元湛弃官从商。此后唐元湛成为20世纪初上海知名的银行家。其间参与创办复旦大学、同济大学在内的十多所上海高校。1918年内，唐元湛曾代理复旦大学校长（正职校长为李登辉）。
1915年，参与创建中华全国童子军协会并任副会长。1919年，中国红十字会总会理事长朱煜辞职；推吴宝义继任，旋又辞职，改推唐元湛任理事长。他还担任许多机构的董事会或委员会成员，包括美国大学俱乐部（American University Club）、中国商会（Chinese Chamber of Commerce）、哈佛医学院委员会（Committee of Harvard Medical School），一些医院，以及寰球中国学生会（World's Chinese Students' Federation）、尚贤堂（The International Institute，由李佳白创立）、复旦大学、启秀女中（Chi-Sue Girls' School）等等。
1921年11月10日，唐元湛在上海逝世，享年60岁。《字林西报》为其刊发了讣文。

## 家庭
- 妻：邓凤[3]

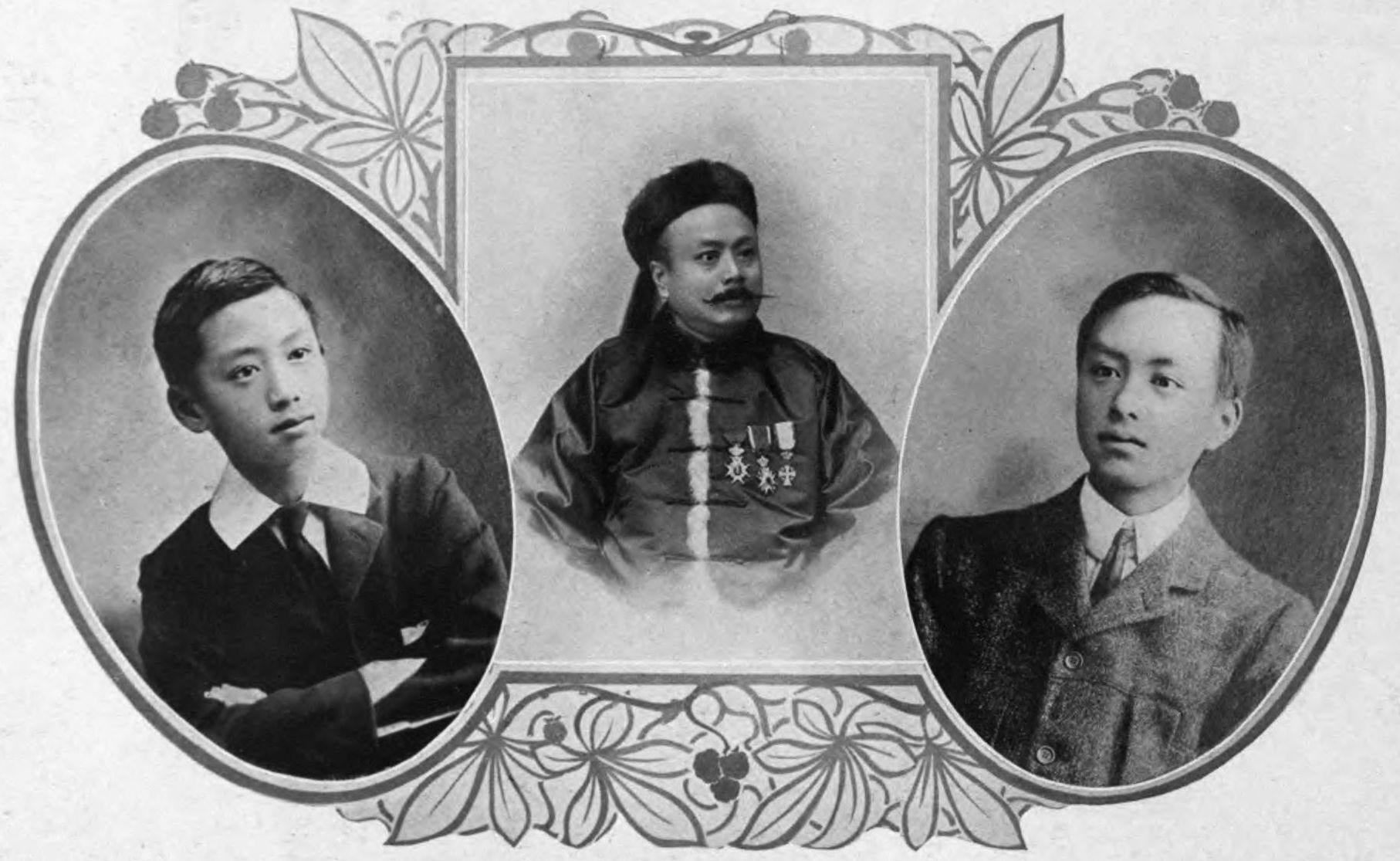
唐元湛和两个儿子

- 长子：唐观翼，早年留学英国，后任沪宁、沪杭甬铁路管理局机务总管。1933年在上海开办安轮车行，创立“翼牌”自行车。又发起组织自行车运动协会，亲自参加沪津平自行车拉力赛，还在上海组织自行车运动会。[3]
  - 孙：唐炳良，唐观翼次子，1941年10月，24岁的唐炳良作为汽车机械师赴缅甸，建立汽车装配基地，以将美国援华物资运到中国。后又成为盟军美国陆军第10师航空师的飞机机械师，完成驼峰航线运输任务。2007年3月在香港去世，享年92岁。[3][12][13]
- 次子：唐观爵，早年留学英国，铁路工程师，在湖南株洲至江西萍乡段铁路工地踏勘时意外受重伤，32岁去世。[3]

## 延伸阅读
- 邓洁，留美幼童唐元湛家三代人的故事，中国文史出版社，2016年

[在维基数据编辑]
 《游美同學錄·唐元湛》，出自《游美同學錄》

| 商界職務      | 商界職務                                            | 商界職務      |
| ------------- | --------------------------------------------------- | ------------- |
| 前任： 周万鹏 | 上海电报局总办 1911年6月—？ （后改称局长）          | 繼任： 袁长坤 |
| 教育職務      |                                                     |               |
| 前任： 李登辉 | 复旦大学校长 1918年—1918年 （代理。正职校长李登辉） | 繼任： 李登辉 |
| 非組織職務    |                                                     |               |
| 前任： 吴宝义 | 中国红十字会理事长 1919年—1921年                    | 繼任： 莊籙   |